# Stefan Borg
Stefan Borg, zeitweise Stefan Lehbert, (* 1954 in Örebro, Schweden) ist ein schwedischer literarischer Übersetzer und Verleger, der vor allem Werke des philosophischen Existentialismus ins Schwedische überträgt und veröffentlicht. Er leitet den 1994 von ihm gegründeten  Buchverlag Nimrod Förlag, der heute seinen Sitz an seinem Wohnort in der südschwedischen Gemeinde Hörby hat. Die ehemalige deutsche Reihe des Verlags wurde unter dem Namen Edition Rugerup 2005 gegründet und bis 2010 in Schweden von seiner damaligen Ehefrau, der deutschen Übersetzerin und Verlegerin Margitt Lehbert, geleitet. Nach Ehescheidung lebt Margitt Lehbert wieder in Berlin, wo sie die Edition Rugerup seit 2011 als eigenständigen Verlag weiterführt.

## Leben und Werdegang
Stefan Borg diente ab 1973 in der Schwedischen Luftwaffe, wo er zum Kampfpiloten ausgebildet wurde. 1983 schied er aus dem Militärdienst aus und studierte dann bis 1985 Russische Sprache und Literaturwissenschaft an der Universität Stockholm. Während seines Studiums war er von 1984 bis 1985 Gaststudent an der Staatlichen Universität von Moskau in der (damaligen) Sowjetunion.

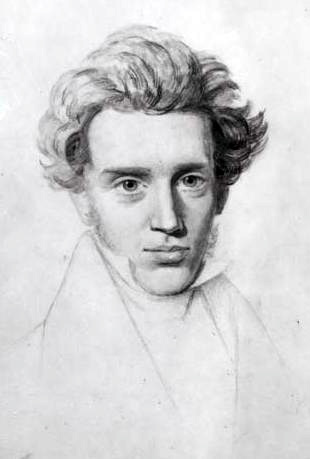
Porträt von Søren Kierkegaard

Nach seiner Rückkehr nach Schweden übersetzte er Werke der russischen Philosophen Nikolai Berdjajev (schwedisch Nikolaj Berdjajev) und Leo Schestow (schwedisch Lev Sjestov) aus dem Russischen in die schwedische Sprache. 1994 gründete Borg in dem kleinen Ort Guldsmedshyttan in der Gemeinde Lindesberg einen Buchverlag, den Nimrod Förlag. Er begann in seinem Kleinverlag Übersetzungen von Werken des philosophischen Existenzialismus in schwedischer Sprache herauszugeben, wie zum Beispiel von Schestow sowie vor allem von dem dänischen Existenzphilosophen Søren Kierkegaard (schwedisch Sören Kierkegaard). Unter anderem hat Borg seit 1995 elf Schriften von Kierkegaards philosophischem Werk übersetzt und publiziert.
Seine spätere Frau, die deutsche Übersetzerin Margitt Lehbert, lernte er kennen, als diese ein Stipendium im Schriftsteller- und Übersetzerzentrum im gotländischen Visby wahrnahm. Lehbert hatte nach ihrem Studium bei Verlagen in den USA gearbeitet und war danach als freie Übersetzerin in Berlin, den Niederlanden und zuletzt wieder in Berlin tätig gewesen. Stefan Borg und Margitt Lehbert heirateten, wobei Borg den Nachnamen Lehbert übernahm, bei seiner Übersetzer- und Verlegertätigkeit jedoch weiterhin unter seinem Geburtsnamen auftrat. Das Ehepaar lebte und arbeitete einige Jahre in Berlin und übersiedelte bald nach der Geburt ihrer zwei Kinder nach Schweden. Im Jahr 2005 wurde seine Frau seine Verlagspartnerin in seiner schwedischen Nimrod Förlag AB und leitete die deutsche Reihe, die unter dem Namen Edition Rugerup erschien und vor allem internationale Dichtung in deutscher Übersetzung vorstellte. Stefan und Margitt Lehbert wurden um 2010 geschieden. Stefan Borg nahm seinen Geburtsnamen wieder an, während Margitt Lehbert nach Deutschland zurückging und seither wieder in Berlin lebt. Seit 2011 führt sie dort die Edition Rugerup als eigenständigen und nunmehr deutschen Buchverlag fort.
Stefan Borg lebt in der südschwedischen Provinz Skåne län (historische Provinz Schonen) in der Nähe des zur Gemeinde Hörby gehörenden Dorfs Önneköp. Er führte 2014 die Wahlliste der nationalistischen Sverigedemokraterna für die Gemeindevertretung in Hörby an erster Stelle an.

## Literarische Übersetzungen (Auswahl)
Übersetzung ins Schwedische

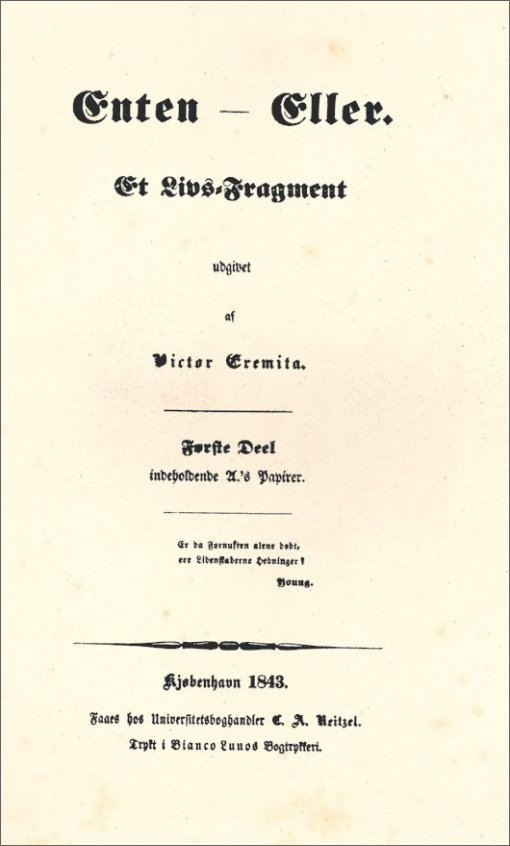
Borg übertrug u. a. Søren Kierkegaards Enten – Eller (unter dem Pseudonym Victor Eremita veröffentlicht; dt. Entweder – Oder) ins Schwedische

- Nikolaj Berdjajev: Historiens mening. Ett försök till en filosofi om det mänskliga ödet. Artos Bokförlag, Skellefteå (Schweden) 1990, ISBN 91-7580-057-8. (Übertragung aus dem Russischen: Stefan Borg)
- Lev Sjestov: Dostojevskij och Nietzsche. Tragedins filosofi. Artos Bokförlag, Skellefteå (Schweden) 1992, ISBN 91-7580-071-3. (Übertragung aus dem Russischen und Nachwort: Stefan Borg).
- Nikolaj Berdjajev: Vägar till självkännedom. Ett försök till en filosofisk självbiografi. Artos Bokförlag, Skellefteå (Schweden) 1994, ISBN 91-7580-097-7. (Übertragung aus dem Russischen und Kommentierung: Stefan Borg)
- Lev Sjestov: Kierkegaard och den existentiella filosofin (rösten som ropar i öknen). Nimrod Förlag, Guldsmedshyttan (Schweden) 1994, ISBN 91-972285-0-8. (Übertragung aus dem Russischen: Stefan Borg; Einleitung von Czesław Miłosz: Sjestov eller förtvivlans renhet, Übersetzung: Olov Jonason; Nachwort und Kommentar: Anatolij Achutin)
- Lev Sjestov: Sola fide (tron allena). Nimrod Förlag, Guldsmedshyttan (Schweden) 1995, ISBN 91-972285-1-6. (Übertragung aus dem Russischen und Kommentar: Stefan Borg)
- Sören Kierkegaard: Fruktan och bävan. Neuausgabe, Nimrod Förlag, Guldsmedshyttan (Schweden) 1995, ISBN 91-972285-2-4. (Übertragung aus dem Dänischen: Richard Hejll, überarbeitet von: Stefan Borg)
- Sören Kierkegaard: Upprepningen. Nimrod Förlag, Guldsmedshyttan (Schweden) 1995, ISBN 91-972285-3-2. (Übertragung aus dem Dänischen: Stefan Borg)
- Sören Kierkegaard: Begreppet ångest. Neuausgabe, Nimrod Förlag, Guldsmedshyttan (Schweden) 1996, ISBN 91-972285-4-0. (Einführung und Kommentar: Villy Sörensen; Übertragung aus dem Dänischen: Stefan Borg, Stig Ahlgren, Nils Kjellström)
- Sören Kierkegaard: Sjukdomen till döds. Nimrod Förlag, Guldsmedshyttan (Schweden) 1996; ISBN 91-972285-5-9. (Übertragung aus dem Dänischen und Kommentar: Stefan Borg)
- Sören Kierkegaard: Filosofiska smulor. Nimrod Förlag, Guldsmedshyttan (Schweden) 1997, ISBN 91-972285-8-3. (Einführung von: Niels Thulstrup; Übertragung aus dem Dänischen: Thomas Andersson, Stefan Borg)
- Sören Kierkegaard: Avslutande ovetenskaplig efterskrift. Nimrod Förlag, Guldsmedshyttan (Schweden) 1999; Band 1, ISBN 91-89034-02-3; Band 2, ISBN 91-89034-03-1. (Mit Kommentar; Übertragung aus dem Dänischen: Stefan Borg)
- Sören Kierkegaard: Antingen-eller, ett livsfragment. Nimrod Förlag, Guldsmedshyttan (Schweden) 2002; Band 1, ISBN 91-89034-05-8; Band 2, ISBN 91-89034-06-6. (Übertragung aus dem Dänischen: Stefan Borg)
- Sören Kierkegaard: Stadier på livets väg. Nimrod Förlag, Önneköp (Schweden) 2007; Band 1, ISBN 978-91-89034-07-5; Band 2, ISBN 978-91-89034-08-2. (Übertragung aus dem Dänischen: Stefan Borg)

Übersetzung ins Deutsche
- Thøger Jensen: Serpentine. Ein Roman in Prosastücken. Edition Rugerup, Hörby (Schweden) 2008, ISBN 978-91-89034-24-2. (Übertragung aus dem Dänischen: Stefan Borg, mit: Margitt Lehbert)

## Tätigkeit als Verleger
In seiner Nimrod Förlag AB publizierte Borg neben seinen Übersetzungen von Werken von Berdjajev und Sjestov und vor allem von Kierkegaard ins Schwedische, mittlerweile auch eine Arbeit des schwedischen Philosophen Gunnar Odhner (Den tredje möjligheten, 1996) und einen Roman des russischen Literatur-Nobelpreisträgers Ivan Bunin (Byn, 1998; Übersetzung von Ruth Wedin Rothstein).
In der Edition Rugerup, die von 2005 bis 2010 in Schweden von seiner damaligen Ehefrau Maritt Lehbert geleitet wurde, erschienen Lyrikbände und Romane von internationalen Schriftstellern in deutscher Sprache, darunter der australische Literaturnobelpreis-Kandidat Les Murray, der schottische Dichter Iain Crichton Smith und die deutschen Lyriker Thomas Kunst und Sabine Lange. Seit 2011 ist die Edition Rugerup unter Leitung von Lehbert ein eigenständiger deutscher Buchverlag mit Sitz in Berlin.